# Karl Glinz
Karl August Theodor Glinz (* 12. Mai 1877 in Clausthal; † 7. Januar 1937 in Wengen) war ein deutscher Bergingenieur, Hochschullehrer und Unternehmer.
Vom 1. April 1925 bis zu seiner Emeritierung am 31. Dezember 1934 war Glinz ordentlicher Professor für Bergbaukunde sowie Aufbereitungstechnik und Brikettierung an der Technischen Hochschule (Berlin-)Charlottenburg. Er war dort zudem Leiter der gleichnamigen Versuchsanstalt in der Fachabteilung für Bergbau an der Fakultät IV für Stoffwirtschaft (ab 1934 Fakultät IV für Bergbau und Hüttenwesen). Von 1931 bis 1932 war er darüber hinaus Dekan der Fakultät IV für Stoffwirtschaft. Bis zu seinem Tod in 1937 war er als emeritierter Professor im gleichen Lehrgebiet tätig.
1928 übernahm Glinz die in Nordhausen ansässige Maschinenfabrik Schmidt, Kranz & Co., die er bis zu seinem Tod leitete. Nachfolger wurde sein Sohn Hans-Karl Glinz. Noch heute wird das Unternehmen (auch als SK-Group bezeichnet) von Hans-Caspar Glinz sowie seinem Sohn Mortimer (4. Generation) geleitet.